# Julie Bondeli
 (juin 2025).
Julie Suzanne Bondeli, née le 1er janvier 1732 à Berne et morte le 8 aout 1778 à Neuchâtel, est une salonnière suisse.

## Biographie
D’une famille patricienne bernoise, Son grand-père, Emmanuel Bondeli (1660-1734), mourut sénateur de la République. Son père, Frédéric Bondeli, remplissait quelques charges dans l’État et fut aussi membre du Grand Conseil ; il possédait un bien patrimonial à Köniz, résidence de sa famille, où Julie passa sa jeunesse. Lui et sa femme avaient de la culture ; les facultés de leur fille ainée trouvèrent, dès le début, une atmosphère propice à leur développement.
Elle eut toujours une santé délicate. Jusqu’à l’âge de quinze ans, elle resta petite, pâle et maigre », tourmentée de migraines. À partir de ce moment, il se fit une révolution dans son organisme : elle engraissa, se développa, mais garda ses migraines, sa vue courte, ses nerfs excitables, un tempérament violent et sanguin qu’il fallut tout l’effort de sa jeune volonté pour maitriser. Elle  mangeait beaucoup, ne faisait pas d’effort physique, se fatiguait la tête et les yeux en étudiant avec un zèle démesuré, à l’époque de la croissance, mais elle était active, courageuse, et affectait de traiter ses maux par le mépris.
Dès le début, elle s’intéressa aux langues, à la philosophie, aux mathématiques et aux sciences naturelles. La grammaire, en revanche, la rebuta et, comme elle était loin d’être d’une docilité exemplaire, elle faisait enrager ses maitres, mais rattrapait en une heure d’application le temps perdu. Des maitres furent choisis parmi les plus capables pour diriger son gout vers les choses sérieuses, entre autres, le révolutionnaire Samuel Henzi, qui exerça une très grande influence sur l’esprit de la jeune fille. Lorsque son père fut nommé gouverneur de Berthoud, elle y reçut des leçons du pasteur Johann Rudolf Gruner.
De quinze à vingt ans, elle se décrit comme d’un « sérieux outré », en proie à une fièvre de lectures. Selon l’usage du temps dans la société d’alors, elle prit ses leçons en français, apprenant l’allemand comme une langue étrangère, de telle sorte qu’à vingt ans, elle possédait très mal le dialecte bernois qu’elle considéra plus tard comme sa langue maternelle. Il lui en resta une certaine rancune contre la culture welche, imposée par la mode.
Köniz étant une paroisse mixte, elle étudia à la foi le catéchisme catholique et protestant. Comme son père n’aimait pas plus qu’elle les convertisseurs, il la débarrassa, quand elle avait quinze ans, des missionnaires qui avaient essayé d’influencer son esprit curieux de s’instruire, mais nullement porté au mysticisme.
À l’âge de vingt ans, elle se lance dans le monde commence et mène de front les activités d’une mondaine et de la philosophie. La petite vérole vint achever de grêler son visage sans beauté, à tel point qu’après s’être fiancée, non sans hésitation au poète Christoph Martin Wieland en 1759, celui-ci se rend à Berne d’où il écrit à Zimmermann qu’il ne la trouve « pas du tout jolie » avant de se hâter de retourner dans sa ville natale de Biberach. Elle-même raillait avec gaité sa « beauté », avec une insistance telle, que l’on peut soupçonner une intime blessure. Elle détestait que l’on fît son portrait : « …Eh non, non, je ne veux pas être peinte, dessinée ni gravée, et surtout pas en profil : ce n’est pas mon beau côté, et Dieu sait combien j’ai besoin de mes deux yeux vus en face, sans pouvoir en perdre une ligne, dût-il même en résulter un syllogisme en faveur d’un traité sur la physionomie. Toute plaisanterie à part, je ne veux être ni en collection, ni gravée !… » Sophie de Laroche se vantait d’être la seule de ses amies à posséder son portrait.
La douceur de la voix, l’intelligence du regard, la vivacité de l’esprit, la courtoisie des manières, la gaieté et l’égalité d’humeur la rendaient si chère et, lorsqu’elle forma à Berne un cercle intellectuel, le baron de Niklaus Anton Kirchberger, philosophe et ami de Rousseau, Vincent Bernard Tscharner, Johann Rudolf Tschiffeli, fondateur de la Société économique, Daniel Fellenberg, Samuel Engel, bibliothécaire, géographe et agronome, Jean Rodolphe Sinner, ainsi que les professeurs Albrecht Stapfer et Samuel Anton Wilhelm en firent partie. Les femmes étaient : Marianne Fels, l’amie malheureuse et préférée de toute la vie ; les filles d’Albrecht von Haller ; les filles du naturaliste Horace-Bénédict de Saussure, celles de Samuel Engel, et, un peu plus tard, Suzanne Curchod. Dans ce cercle distingué, elle obtint rapidement la prépondérance et y brilla même au-dessus de sa jolie sœur Charlotte. Cette société, qui avait été élevée en français et ne devait reconnaitre que plus tard ses affinités naturelles avec la culture allemande, était alors tout imprégnée de tradition française. Les salons de Berne copiaient les salons de Paris, et l’allemand, que l’on savait mal ou pas du tout, s’y mélangeait de mots français. Les divertissements étaient d’un gout fin : on causait, faisait de la musique, dansait, jouait aux échecs, représentait de petites comédies, et ces riens, n’ayant pas de préjugés, favorisèrent à Berne l’établissement d’un théâtre régulier. Ils imaginèrent aussi de se constituer en cour d’amour et de choisir pour reine Julie, qui accepta avec une bonne grâce amusée le sceptre qu’on lui offrait.
Lorsque Jean-Jacques Rousseau vint s’établir à Môtiers, en 1762, elle entreprit une correspondance avec lui, et alla lui rendre visite à deux reprises, en 1765, lors d’un séjour à Neuchâtel. Elle a également entretenu une correspondance avec Zimmermann, Sophie von La Roche, Léonard Usteri et Lavater.
Après la mort de sa mère en 1767, elle passa ses dernières années à Neuchâtel après de son amie Henriette Sandoz, la femme d’un général en service aux Pays-Bas, et mourut après de grandes souffrances.

### Publications
- (de) Die Briefe von Julie Bondeli an Johann Georg Zimmermann und Leonhard Usteri (trad. Lilli Haller), Frauenfeld, 1930.

### Sources
- La Semaine littéraire, vol. 15, Genève, 1907, 636 p. (lire en ligne), p. 134-5.